# Milivoje Blaznavac
Milivoje Petrović Blaznavac (cyr. Миливоје Петровић Блазнавац; ur. 16 maja 1824 we wsi Blaznava, zm. 5 kwietnia 1873 w Belgradzie) – serbski generał i polityk, premier Serbii (1872-1873), minister wojny (1865–1868, 1872–1873).

## Życiorys
Był synem wiejskiego kupca Petara i Petriji. W 1842 przeniósł się do Belgradu, gdzie pracował jako urzędnik. W sierpniu 1846 wstąpił do armii, dwa lata później wyjechał do Wojwodiny, gdzie brał udział w wydarzeniach Wiosny Ludów w oddziale Stevana Knićanina. W 1848 przez krótki czas pełnił funkcję adiutanta księcia Aleksandra Karađorđevicia. Po zakończeniu służby wyjechał za granicę, przebywał w Wiedniu, Paryżu i Metzu, gdzie zdobywał wiedzę z zakresu produkcji sprzętu wojskowego. W 1854 powrócił do kraju i w stopniu podpułkownika kierował jednym z departamentów w ministerstwie wojny. W 1858 awansowany do stopnia pułkownika.
Politycznie związany z grupą Ustavobranici (Obrońcy Konstytucji), kierowaną przez Vučicia Perišicia. Po objęciu władzy przez dynastię Obrenoviciów w roku 1858 został aresztowany, a następnie wydalony z Belgradu. Zamieszkał w Blaznawie, skąd powrócił w 1861, otrzymując zadanie nadzoru nad odlewnią dział w Kragujevacu. Zajął się ulepszaniem konstrukcji dział i karabinów, przeznaczonych dla armii serbskiej. W 1865 po raz pierwszy stanął na czele resortu wojny i zajął się przygotowaniem Serbii do wojny z Turcją. W tym czasie był deputowanym do parlamentu. 
Po zabójstwie księcia Michała w maju 1868, Blaznavac z pomocą wojska przejął kontrolę nad Belgradem i przekazał koronę w ręce czternastoletniego Milana Obrenovicia.  W jego imieniu władzę w kraju sprawowała trzyosobowa rada regencyjna, w skład której wchodził Blaznavac, Jovan Ristić i Jovan Gavrilović. W 1872, kiedy Miloš osiągnął pełnoletność, Blaznavac stanął na czele rządu, kierując także resortem wojny, 10 sierpnia 1872 uzyskał awans na stopień generalski - był pierwszy oficerem armii serbskiej w stopniu generała. Zmarł w czasie pełnienia urzędu na atak serca i został pochowany w Rakovicy.

## Odznaczenia
- Order Daniły I 2 kl. (Czarnogóra)
- Order Medżydów 2 st. (Imperium Osmańskie)
- Order Korony Żelaznej 1 s. (Austro-Węgry)

## Życie prywatne
Był żonaty (żona Katarina z d. Konstantinović), miał dwoje dzieci (Milica, Vojislav).